# Włosiennica

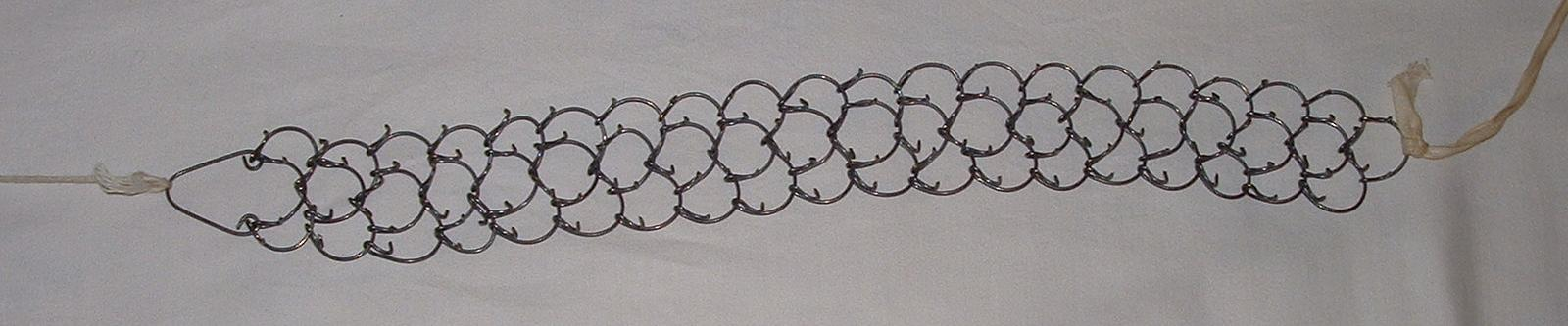
Włosiennica używana współcześnie

Włosiennica (stgr. κιλίκιον, kilíkion, łac. cilicium) – szorstka tkanina z sierści kozy lub wielbłąda, służąca do wytwarzania żagli, namiotów i worków. W starożytności centrum jej wyrobu była Cylicja.
Tradycyjnie nazwa ta odnosi się również do koszuli noszonej w celach pokutnych, dla samoumartwienia ciała (Zob. Iz 50,3; Hi 16,15; Ps 30,12; Mt 11,21). Asceci używali również włosiennicy jako okrycia do spania. Łatwo zagnieżdżały się w niej wszy. Pod koniec XVI wieku kozią sierść zaczęto niekiedy zastępować pasami z cieniutkiego drutu, zwróconego kolcami w stronę ciała, by zwiększyć uczucie dyskomfortu i niewygody.

## Cel
W historii chrześcijaństwa noszona przez świętych, mnichów i ascetów po to, by oddalić pokusy cielesne lub pamiętać o męczeńskiej śmierci Chrystusa. Noszona była także przez pokutujących za grzechy.

## Użytkownicy
Nosił ją francuski król Ludwik IX i wielkopolski książę Przemysł I. Dzięki niej Tomasz Morus, gdy w młodości studiował prawo, przez kilka miesięcy obywał się bez snu po 19–20 godzin na dobę. Podobno rzadko kiedy się z nią rozstawał. A gdy został zamordowany Tomasz Becket, arcybiskup Canterbury, okazało się, że miał ją pod ubraniem. 
Nosiło ją wielu świętych i błogosławionych Kościoła katolickiego m.in. Franciszek z Asyżu, Karol Boromeusz, Teresa z Ávili, Ignacy Loyola, Tomasz Morus, Franciszek Salezy, Jan Maria Vianney, Teresa z Lisieux, Faustyna Kowalska, Pio z Pietrelciny, Maksymilian Kolbe, Klara z Asyżu, Edyta Stein, Józef Sebastian Pelczar, Matka Teresa z Kalkuty. Używali jej również np. teolog Hans Urs von Balthasar i papież Paweł VI.

### Jan Maria Vianney
Św. Jan Maria Vianney słynął z surowego ducha pokuty.
„Ksiądz Balley nosił włosiennicę. Oczywiście i ks. Vianney zwrócił się do Klaudyny Bibost i do córki jej Kolumby z prośbą, by mu sporządziły włosienną kamizelkę, którą odtąd przywiązywał do ciała”.

### Faustyna Kowalska
Św. Faustyna Kowalska pokutowała, by wyprosić łaski dla dusz grzeszników.
„Dziś nosiłam siedem godzin pas łańcuszkowy, aby uprosić danej duszy łaskę skruchy, w siódmej godzinie doznałam odpocznienia, gdyż dusza ta już we własnym wnętrzu doznawała odpuszczenia, choć jeszcze się nie spowiadała.”
„Otrzymałam pozwolenie na żądane pozwolenia: na pół godziny w czasie Mszy Św. bransoletki codziennie, a w tych chwilach wyjątkowych, na dwie godziny paska noszenie. Powiedział Ojciec: niech Siostra zachowa tę jak największą wierność Panu Jezusowi”.

## Współcześnie
W czasach współczesnych nazwa odnosi się do kolczastej, metalowej opaski lub łańcucha noszonych na udzie. Bywa ona noszona przez część zakonników.
Niektórzy postulują o przywrócenie włosiennicy w seminariach: „Wychowanie do modlitwy, ascezy, wyrzeczenia pozostać zatem powinny, poza formacją intelektualną, podstawowym elementem życia seminaryjnego. Nie ma powodów, by sprawdzone przez wieki sposoby radzenia sobie z pokusami (nawet jeśli są one tak nienowoczesne jak biczowanie, włosiennica czy lodowate prysznice), nie były nadal propagowane w seminariach. To, co pomagało w osiągnięciu świętości św. Franciszkowi czy Benedyktowi, może pomagać także ludziom współczesnym”.